# Алдо Оливиери
Алдо Оливиери (на италиански: Aldo Olivieri) е бивш италиански футболист, вратар и треньор.

## Кариера
Оливиери е роден в Сан Микеле Екстра, днешен Верона. Наричан е Ерколино Семпримпиеди, известна дефиниция на италианския журналист Джани Брера, играе за Верона, Лукезе и Бреша в Серия Б и Торино в Серия А.
С националния отбор на Италия, Алдо Оливиери става световен шампион през 1938 г.
Умира в Камайоре на 5 април 2001 г. Той е предпоследният жив от отбора, спечелил Мондиал 1938 г. Последният, който почива на 5 ноември 2006 г. е защитника Пиетро Рава.

## Отличия

### Международни
Италия
- Световно първенство по футбол: 1938